# 辻月丹
辻 月丹（つじ げったん、1648年（慶安元年） - 1727年7月31日（享保12年6月13日））は、江戸時代の剣客。無外流の流祖。諱は資茂（すけもち）。前名は兵内。号は無外、後に月丹。都治月丹とも。

## 生涯
近江国甲賀郡馬杉村（現在の滋賀県甲賀市甲南町上馬杉）の郷士・辻弥太夫の次男として生まれた。先祖辻伊賀守は近江源氏・佐々木四郎高綱の末裔と伝えられるが、月丹自身は大伴氏を名乗ったともいわれている。
13歳のときに剣術を志して京に上り、山口卜真斎に師事。1674年（延宝2年）、26歳の時に免許皆伝を得た（一方で、月丹が師事したのは伊藤将監という説もある）。その間に、近江国岩尾山・油日岳、洛北愛宕山に祈誓し、北国越後辺を武者修行して廻国した。
のちに江戸へ出て小石川に剣術の道場を持ち、号を無外と改めた。麻布桜田町にある吸江寺の石潭良全のもとに参禅し、1680年（延宝8年）、石潭から「一法実無外 （一法実に外無し）　乾坤得一貞 （乾坤一貞を得） 吹毛方納密 （吹毛まさに密に納む） 動着則光清 （動着すれば光清し）」の詩偈を与えられ、以後無外流を唱えた。自身の号を無外から月丹資茂に改めた。
門人の杉田庄左衛門が半蔵門堀端で親の敵を討ったことが評判になって、無外流の名が広く知られるようになった。大名や旗本も入門するようになり、最盛期の門人の数は、大名・小名で50家以上、陪臣まで含めると10,000人を超えたという。とりわけ土佐藩江戸屋敷には4代藩主山内豊昌のころから出入りし、以後代々の子孫が剣術を家職として仕え、幕末にいたるまで無外流は土佐藩における剣術の筆頭流儀として不動の地位を占めた。 
1727年（享保12年）6月13日、79歳で死去し、芝高輪の如来寺に葬られた。

## 末裔
実子はなく、門人中から武蔵府中在の六所明神の神官、猿渡豊後の総領を養子にした。それが都治記摩多資英で、麹町9丁目に道場を開いた。 1715年（正徳5年））、2代都治記摩多資英は江戸の土佐藩邸に出入格となり、20人扶持を給せられた。曾孫・都治記摩多資幸のときから臣籍に入り、15人扶持小姓格、後に7人扶持24石馬廻役に昇進した。

## 文芸作品
- 村上元三『日本の剣豪三』「辻無外」
- 池波正太郎『剣客群像』「かわうそ平内」
- 戸部新十郎『日本剣豪譚（江戸編）』 「辻月丹」
- 直木三十五『日本剣豪列伝』

## 映画作品
- 『血涙上意討ち』（1933年）
- 『雨あがる』（2000年）